# Collegiata dell'Assunta (Galatone)
L'Insigne Collegiata dell'Assunta è la chiesa madre, sede dell'Arcipretura Curata e del Capitolo, della città di Galatone in provincia di Lecce.

## Storia
La chiesa fu edificata tra il 1591 e il 1595 sulle rovine di una precedente fatta demolire dal vescovo Fabio Fornari per le precarie condizioni in cui versava. La fabbrica è il risultato della collaborazione tra il neretino Giovanni Maria Tarantino ed il galatonese Scipione Fanuli che nel disegno prendono a modello la chiesa di Sant'Andrea della Valle di Roma.

## Architettura

### Esterno
La facciata, realizzata in carparo, è distribuita su tre ordini: il primo ordine diviso in cinque zone è scandito da sei paraste e nella zona centrale si apre il portale d'ingresso su cui si staglia una lunetta. 

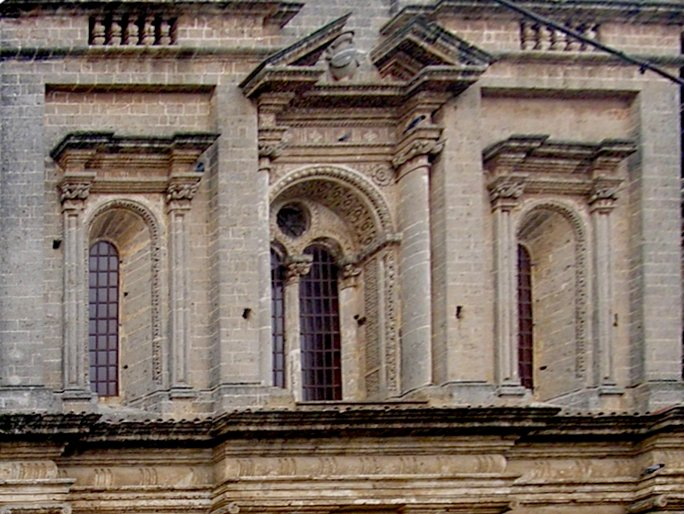
Dettaglio della bifora in facciata

Il secondo ordine accoglie al centro una bifora rinascimentale contenuta tra due colonne con capitelli compositi e sormontata da un timpano spezzato; lateralmente ad essa due monofore strombate incastonate tra lesene e sormontate da architravi. Il terzo ordine è delimitato dal secondo da due balaustre che racchiudono una loggetta; al suo centro vi sono due archi a sesto acuto: quello di destra ospita le insegne della civica università, quello di sinistra le insegne del Capitolo della Collegiata; poco più in alto nel mezzo, la data 1595 intagliata su pietra leccese ne indica l'avvenuta ultimazione della chiesa.
Adiacente al prospetto è il campanile a tre piani a forma di prismi sovrapposti. Fu innalzato in tre periodi differenti: i primi due ordini furono costruiti tra il 1599 e il 1614; il terzo ordine fu ultimato nel 1750.

### Interno

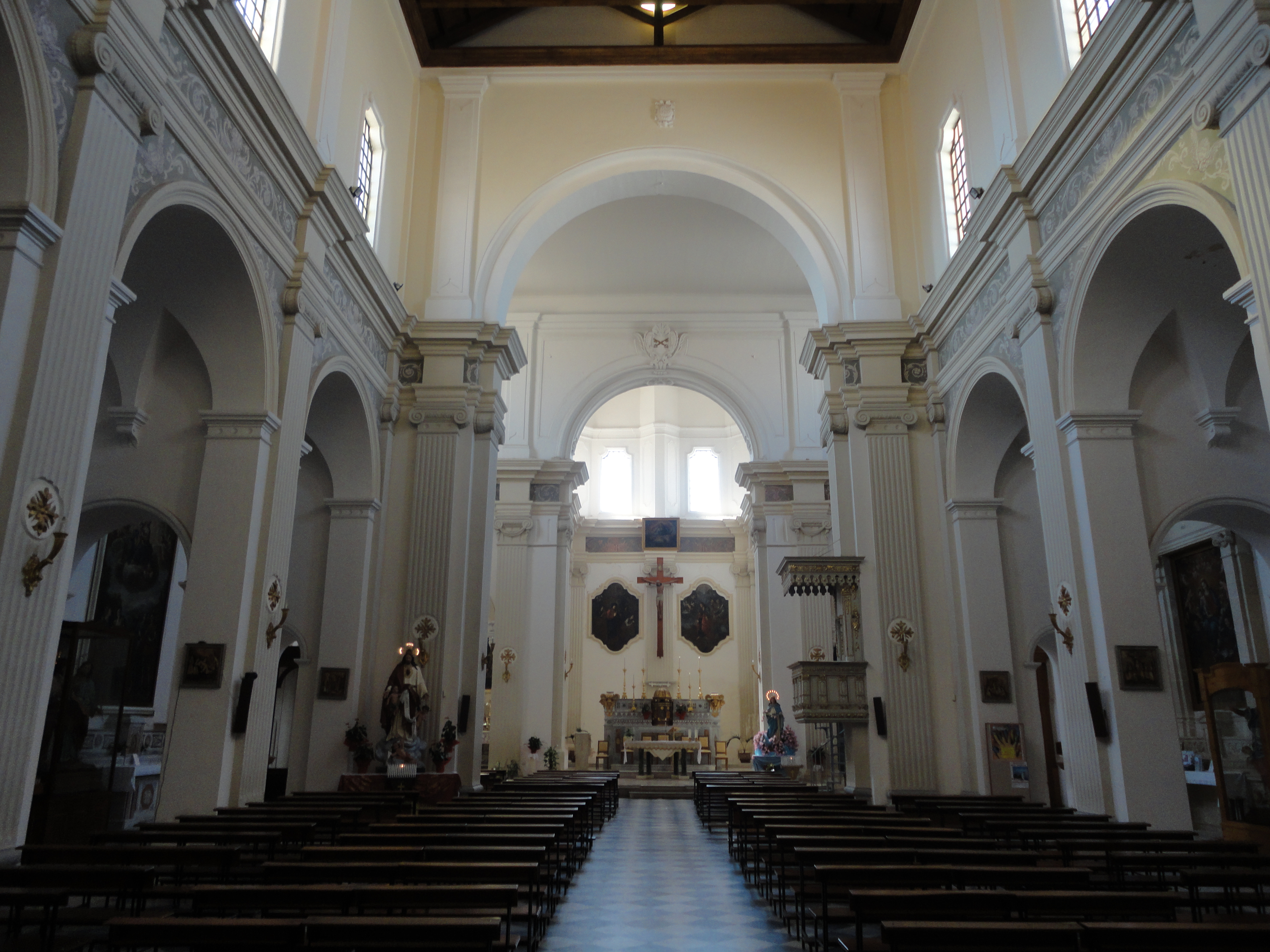
Interno

L'interno è un'aula a croce latina, divisa dal transetto e questo dal coro mediante due archi sui quali sono scolpiti in successione gli stemmi della civica amministrazione e del Capitolo della chiesa. La navata, con volta in legno a capriate ripristinata nel 1999, è scandita da quattro cappelle per lato tra loro comunicanti. Le cappelle, arricchite da dipinti di diversi pittori salentini fra cui alcuni del neretino Donato Antonio D'Orlando, sono dedicate alla Madonna Immacolata, alla Madonna del Carmine, alla Madonna della Misericordia, alla Madonna di Costantinopoli, alla Sacra Famiglia, alla Madonna Assunta, alla Crocifissione e a sant'Oronzo. Addossato al pilastro posto tra la navata ed il transetto, vi è un intagliato e dorato pulpito ligneo con baldacchino. Nel transetto, in cui è allocato un organo a canne, si aprono i cappelloni di san Sebastiano e del Santissimo Sacramento adiacenti al presbiterio. Nel cappellone di san Sebastiano è conservata una replica seicentesca del Martirio di San Sebastiano di Mattia Preti. Sull'altare maggiore troneggia un Cristo ligneo del 1599. Altra pregevole scultura lignea è il seicentesco simulacro di San Sebastiano, di bottega romana. Addossato alla parete che forma il retrofacciata, è collocato il fonte battesimale a forma di piramide triangolare decorato con putti e motivi floreali, realizzato in pietra leccese e legno nel 1607. Nel 1894 la parte superiore in legno venne rifatta in pietra da Roberto Mazzeo.
La chiesa è custode di un antico archivio caratterizzato da codici greci, numerose pergamene, inventari del XVI secolo, un obituario del 1480 e libri anagrafici a partire dal 1556.